# Feuer-Schwein
Das Feuer-Schwein (Dinghai, chinesisch 丁亥, Pinyin dīnghài) ist das 24. Jahr des chinesischen Kalenders (siehe Tabelle 天支 60-Jahre-Zyklus). Es ist ein Begriff aus dem Bereich der chinesischen Astrologie und bezeichnet diejenigen Mondjahre, die durch eine Verbindung des vierten Himmelsstammes (丁,  dīng, Element Feuer und Yīn) mit dem zwölften Erdzweig (亥,  hài), symbolisiert durch das Schwein (猪,  zhū), charakterisiert sind.
Nach dem chinesischen Kalender tritt eine solche Verbindung alle 60 Jahre ein. Das letzte Feuer-Schwein-Jahr begann 2007 und dauerte wegen der Abweichung des chinesischen vom gregorianischen Kalenderjahr vom 18. Februar 2007 bis 6. Februar 2008.

## Feuer-Schwein-Jahr
Im chinesischen Kalenderzyklus ist das Jahr des Feuer-Schweins 丁亥dīnghài das 24. Jahr (am Beginn des Jahres: Feuer-Hund 丙戌 bǐngxū 23).
| Liste der Feuer-Schwein-Jahre des 60-Jahres-Zyklus (Ende des Zyklus – bei Zählung vom 1. Regierungsjahr Huángdì) (Beginn des Zyklus – bei Zählung vom 61. Regierungsjahr Huángdì)            |              |              |              |              |              |              |              |              |              |              |
| Zykl. | 0            | 1            | 2            | 3            | 4            | 5            | 6            | 7            | 8            | 9            |
| 0 | 2674 v. Chr. | 2614 v. Chr. | 2554 v. Chr. | 2494 v. Chr. | 2434 v. Chr. | 2374 v. Chr. | 2314 v. Chr. | 2254 v. Chr. | 2194 v. Chr. | 2134 v. Chr. |
| 10 | 2074 v. Chr. | 2014 v. Chr. | 1954 v. Chr. | 1894 v. Chr. | 1834 v. Chr. | 1774 v. Chr. | 1714 v. Chr. | 1654 v. Chr. | 1594 v. Chr. | 1534 v. Chr. |
| 20 | 1474 v. Chr. | 1414 v. Chr. | 1354 v. Chr. | 1294 v. Chr. | 1234 v. Chr. | 1174 v. Chr. | 1114 v. Chr. | 1054 v. Chr. | 994 v. Chr.  | 934 v. Chr.  |
| 30 | 874 v. Chr.  | 814 v. Chr.  | 754 v. Chr.  | 694 v. Chr.  | 634 v. Chr.  | 574 v. Chr.  | 514 v. Chr.  | 454 v. Chr.  | 394 v. Chr.  | 334 v. Chr.  |
| 40 | 274 v. Chr.  | 214 v. Chr.  | 154 v. Chr.  | 94 v. Chr.   | 34 v. Chr.   | 27           | 87           | 147          | 207          | 267          |
| 50 | 327          | 387          | 447          | 507          | 567          | 627          | 687          | 747          | 807          | 867          |
| 60 | 927          | 987          | 1047         | 1107         | 1167         | 1227         | 1287         | 1347         | 1407         | 1467         |
| 70 | 1527         | 1587         | 1647         | 1707         | 1767         | 1827         | 1887         | 1947         | 2007         | 2067         |
| 80 | 2127         | 2187         | 2247         | 2307         | 2367         | 2427         | 2487         | 2547         | 2607         | 2667         |
| Hinweis: Die laufende Nr. des Zyklus ergibt sich aus der Zeilen-Nr. addiert mit der Spalten-Nr. Beispiel: Das Feuer-Schwein-Jahr des 35. Zyklus (Zeile 30 + Spalte 5) entspricht 574 v. Chr. |              |              |              |              |              |              |              |              |              |              |